# Lindsaea monocarpa
Lindsaea monocarpa là một loài dương xỉ trong họ Lindsaeaceae. Loài này được Rosenst. mô tả khoa học đầu tiên năm 1913.
Danh pháp khoa học của loài này chưa được làm sáng tỏ. 